# Marcelo Bratke
Marcelo Bratke (São Paulo, 6 de setembro de 1960) é um pianista brasileiro.

## Carreira
Iniciou seus estudos de piano aos 14 anos com Zélia Deri.
Dois anos mais tarde estreou ao lado da Orquestra Sinfônica do Estado de São Paulo (OSESP) sob a regência do maestro Eleazar de Carvalho, recebendo o Prêmio Pianista Revelação da APCA (Associação Paulista de Críticos de Arte).
Fez sua estreia na Europa no Festival de Salzburg em 1988 e desde então vem se apresentando regularmente em salas de concerto no Brasil e no exterior como a Sala São Paulo, o Wigmore Hall em Londres, o Suntory Hall em Tóquio, o Kozerthaus Berlin e o Carnegie Hall em Nova York, entre outras.
Bratke se apresentou ao lado de maestros como Alexander Lazarev, Isaac Karabtchevsky, Álvaro Cassuto, Eleazar de Carvalho, John Neschling, Roberto Minczuk, João Carlos Martins, entre outros, bem como em projetos crossover com Julian Joseph, Naná Vasconcelos, Thiago Soares, Marco Gambino, Milton Nascimento, Dori Caymmi, Fernanda Takai e Sandy.
Em 2008, Marcelo Bratke criou a Camerata Brasil, uma orquestra formada por jovens músicos oriundos de áreas desprivilegiadas da sociedade brasileira. Juntos realizaram cerca de 300 concertos no Brasil, Argentina, Japão, Reino Unido, Sérvia, Coreia do Sul, Holanda e nos Estados Unidos, onde se apresentaram em um concerto homenageando Heitor Villa-Lobos no Carnegie Hall em Nova York.
Em parceria com a artista visual Mariannita Luzzati, realizou o projeto Cinemúsica, criado para ser apresentado em penitenciárias brasileiras e levado posteriormente a salas de concerto na Europa, Brasil e Estados Unidos.
Criou, em 2004, o Projeto Villa-Lobos Worldwide que divulga o compositor em ações que incluem a gravação da obra completa para piano solo de Villa-Lobos em desenvolvimento com o selo britânico Quartz Music, concertos no Brasil e no exterior e programas de rádio e televisão.
Como apresentador de rádio e televisão, Marcelo Bratke idealizou e apresenta, desde 2015, o programa semanal Alma Brasileira na rádio Cultura FM. Em 2017 dirigiu e apresentou a série de documentários para TV em oito episódios sobre Heitor Villa-Lobos intitulada “O Tempo e Música - Villa-Lobos” para o Canal Arte 1. Em 2020 criou uma série de 20 vinhetas com música clássica para TV Bandeirantes e em 2021 dirigiu e apresentou uma série de documentários para o Canal Arte 1 intitulada “Música no meu Jardim” sobre Bach, Mozart, Beethoven e Chopin.
Em 2017, Marcelo Bratke recebeu a Ordem do Mérito Cultural (Título: Comendador) concedida pelo Presidente da República Michel Temer e pelo Ministério da Cultura por seu projeto dedicado a Heitor Villa-Lobos.

## Prêmios
- 1976 - Prêmio Revelação - Associação Paulista de Críticos de Arte - APCA (Brasil)[15]
- 1985 - Primeiro Prêmio Concorso Internazionale di Musica Città di Tradate (Itália)
- 2002 - Prêmio Carlos Gomes (Brasil)[16]
- 2011 - 14º Brazilian International Press Award (Reino Unido)[17]
- 2013 - Prêmio “Touch of Art” no Festival Internacional de Sarajevo (Bósnia)[18]
- 2017 - Ordem do Mérito Cultural (Brasil)
- 2018 - Prêmio Cidadão São Paulo (Brasil)[19]